# Филоктет

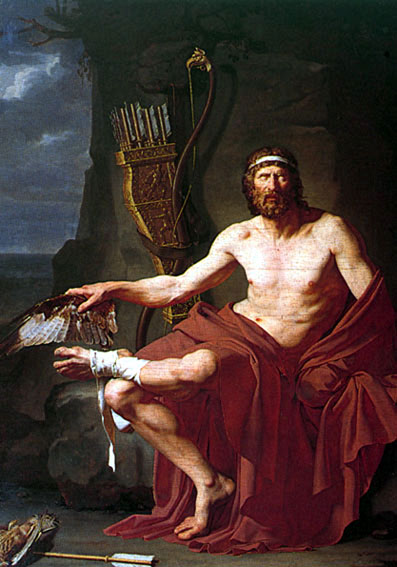
Ж. Ж. Друэ. Филоктет на Лемносе. 1788.

Филоктет (др.-греч. Φιλοκτήτης) — древнегреческий герой, сын Пеанта и Демонассы. Из Мелибеи (малиец).

## Молодость
Жених Елены и участник Троянской войны. Филоктет участвовал и в походе Ясона за золотым руном.
Сказания о подвигах Филоктета были разработаны представителями киклического эпоса, а также трагиками. По этим сказаниям, Филоктет, как друг и брат по оружию Геракла, метко стрелял из лука. В награду за то, что он соорудил и зажег на горе Эте костер для Геракла, когда он решил расстаться с жизнью, Геракл подарил ему свой лук с отравленными, не дающими промаха стрелами. По одной из версий, возлюбленный Геракла. Победил Одиссея в стрельбе из лука.

## Троянская война
Во главе мефонцев, тавмакийцев, мелибейцев и олизонийцев он отплыл под Трою с 7 кораблями, но на пути туда был укушен змеёй. По одной версии, это произошло, когда эллины остановились на острове Тенедос и совершали жертвоприношение Аполлону, тогда с алтаря сползла водяная змея и укусила Филоктета (либо змея сползла с алтаря Афины на острове Хрисе; или алтаря нимфы Хрисы). Из его ноги сочился гной. Тогда его высадили на Лемносе (либо он был укушен на самом Лемносе змеем, посланным Герой; либо ранен стрелой Геракла).
Вследствие отвратительного свойства раны покинут на Лемносе (Хрисе), где, терзаемый тяжкими страданиями, жил до тех пор, пока не стал снова нужен грекам (так у Гомера). Его кормил Ифимах, пастух царя Актора. Либо он остался на Лемносе добровольно, ибо там были искусные врачи.
Когда оказалось, что без стрел Филоктета Трою нельзя взять, Одиссей с Диомедом (по другой версии — Неоптолемом) прибыли на Лемнос за Филоктетом, который по высадке на Троянский берег был погружен Аполлоном в глубокий сон и во сне благодаря произведенной врачом Махаоном операции исцелен от недуга (либо Подалирий излечил Филоктета, либо его исцелил бог Асклепий).
Филоктет убил Париса из лука той стрелой, которую Геракл использовал против гигантов. Всего убил 3 воинов. Сидел в Троянском коне.

## После войны
Когда от стрел его погиб Парис и Троя пала, согласно Гомеру, благополучно вернулся из-под Трои в Мелибею, но так как жители города восстали против него, то он отплыл в Италию.
По другому сказанию, при возвращении из-под Трои попал в бурю у горы Каферея, доплыл до Миманта. Затем уклонился к Италии в область кампанцев и после войны с луканами поселился в Кримиссе (около Кротона и Фурия). Основал в Кримиссе святилище Аполлона Алея, которому посвятил свой лук и стрелы (согласно Евфориону). Либо пришёл к малийцам, научив их стрельбе из лука.
После бегства из Мелибеи основал Петелию, столицу хаонов, и Кримиссу. Либо основал город Фурии, где показывали его надгробие, а в храме Аполлона — его стрелы. Погиб, сражаясь за поселенцев в Италии из Линда против поселенцев из Пеллены в Ахайе (либо умер Филоктет в борьбе с прибывшими в Италию родосцами); могилу его показывали в Макалле, где находилось и его святилище.
Жертвенник Филоктету был на Лемносе.

## В литературе
До нашего времени целиком дошла принадлежащая Софоклу трагедия, в которой поэт обработал сказание об избавлении Ф. от одиночного пребывания на о-ве Хрисе.
Действующее лицо трагедий Эсхила «Филоктет» (фр.249-255 Радт), Софокла «Филоктет» и «Филоктет под Троей» (фр.697-701 Радт), Еврипида «Филоктет», Антифрона, Ахея Эретрийского, Филокла Старшего, Феодекта, неизвестного автора и Акция «Филоктет», трагедии Сенеки «Геркулес на Эте», а также трех комедий, в том числе Эпихарма и Страттида, и сатировской драмы неизвестного автора.